# Біробіджан I
Біробіджан I (Біробіджан-Перший, рос. Биробиджан I) — вузлова залізнична станція Хабаровського регіону Далекосхідної залізниці, що знаходиться у місті Біробіджан, Єврейська автономна область.
Станцію засновано в 1915

## Історія
Станція Тихенька за 170 км від Хабаровська та 7800 км від Москви, заснована в 1912 році з будівництвом Амурської залізниці. Названа була нібито на прізвище мисливця, який жив біля сопки. В 1928 році почали прибувати перші поселенці. В 1931 році станція і робітниче селище було перейменовано на Біробіджан.